# 1686
1686 (MDCLXXXVI) je bilo navadno leto, ki se je po gregorijanskem koledarju začelo na torek, po 10 dni počasnejšem julijanskem koledarju pa na petek.

## Dogodki
- 1. januar

## Rojstva
- 24. maj - Daniel Gabriel Fahrenheit, poljski fizik († 1736)
- - Savai Džai Singh II., indijski maharadža, astronom († 1743)
- - Hakuin Ekaku, japonski zen budistični menih in filozof († 1769)

## Smrti
- 21. maj - Otto von Guericke, nemški  naravoslovec, fizik, pravnik, izumitelj, politik (* 1602)